# بياتريس فنتون
بياتريس فنتون (بالإنجليزية: Beatrice Fenton)‏ هي نحّاتة أمريكية، ولدت في 12 يوليو 1887 في فيلادلفيا في الولايات المتحدة، وتوفي بنفس المكان في 11 فبراير 1983.

## معرض صور

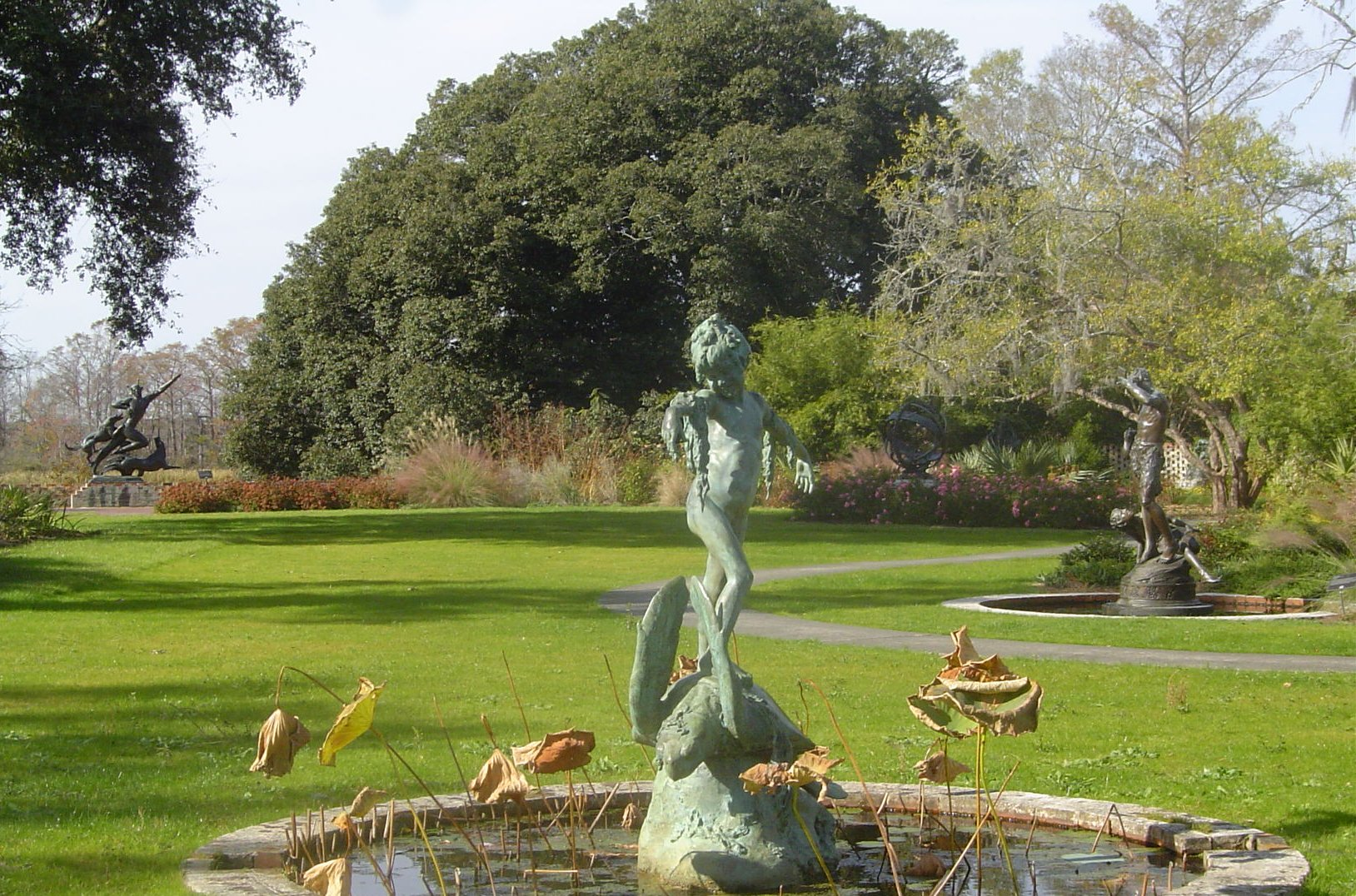
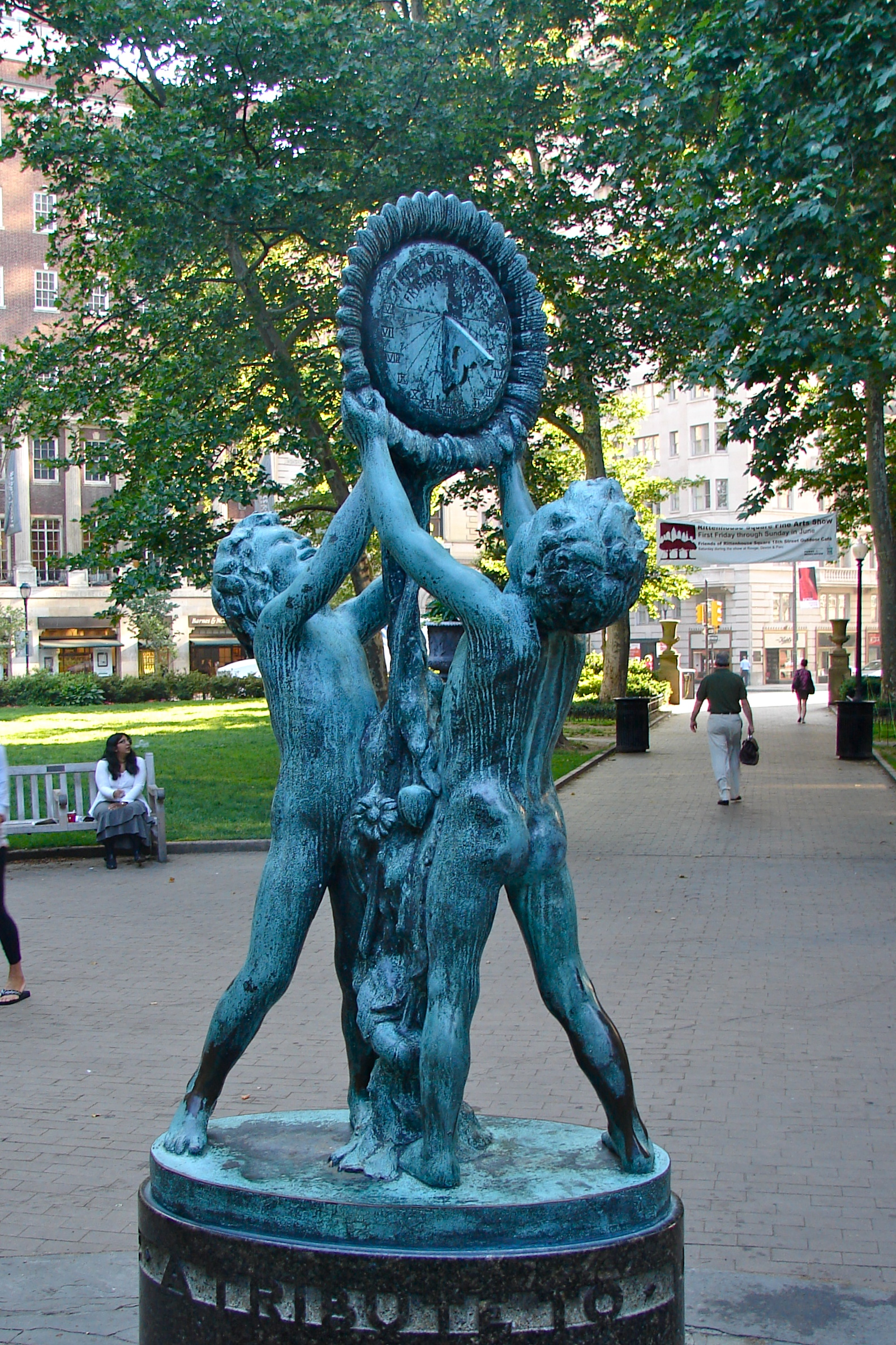
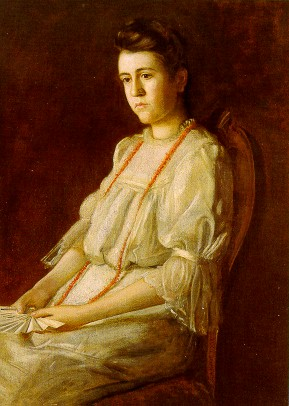

## وصلات خارجية
- بياتريس فنتون على موقع أوليمبيديا (الإنجليزية)